# 1990 у Тернопільській області
| Роки в Тернопільській області 1920 • 1921 • 1922 • 1923 • 1924 • 1925 • 1926 • 1927 • 1928 • 1929 • 1930 • 1931 • 1932 • 1933 • 1934 • 1935 • 1936 • 1937 • 1938 • 1939 • 1940 • 1941 • 1942 • 1943 • 1944 • 1945 • 1946 • 1947 • 1948 • 1949 • 1950 • 1951 • 1952 • 1953 • 1954 • 1955 • 1956 • 1957 • 1958 • 1959 • 1960 • 1961 • 1962 • 1963 • 1964 • 1965 • 1966 • 1967 • 1968 • 1969 • 1970 • 1971 • 1972 • 1973 • 1974 • 1975 • 1976 • 1977 • 1978 • 1979 • 1980 • 1981 • 1982 • 1983 • 1984 • 1985 • 1986 • 1987 • 1988 • 1989 • 1990 • 1991 • 1992 • 1993 • 1994 • 1995 • 1996 • 1997 • 1998 • 1999 • → Див. також: XIX століття • XXI століття |

## Міста-ювіляри
- 730 років з часу першої згадки м. Бучач (1260)
- 650 років з часу першої згадки м. Заліщики (1340)
- 550 років з часу першої згадки смт Козова (1440)
- 540 років з часу першої згадки м. Почаїв (1450)
- 450 років з часу заснування м. Тернопіль (1540)

## Річниці

### Річниці заснування, утворення

Ікона Божої Матері Зарваницької

- 750 років з часу явлення[що це?] Чудотворної ікони Матері Божої у Зарваниці (1240)
- 750 років з часу заснування Почаївської Лаври (1240)
- 5 січня — 50 років тому (1940) відкрито Чортківське педагогічне училище імені Олександра Барвінського.
- 27 січня — 50 років тому (1940) засновано Тернопільську обласну бібліотеку для дітей.
- 16 лютого — 10 років тому (1980) засновано Тернопільську обласну бібліотеку для молоді.
- 15 червня — 50 років тому (1940) відкрито Кременецьке медичне училище імені Арсена Річинського.
- 1 вересня — 50 років тому (1940) засновано Теребовлянське вище училище культури.
- 20 вересня — 10 років тому (1980) відкрито Бережанський районний краєзнавчий музей.
- 20 вересня — 60 років з часу пацифікації на Тернопільщині (вересень-листопад 1930).
- 18 жовтня — 60 років Тернопільському академічному обласному драматичному театру імені Т. Г. Шевченка (1930).

### Річниці від дня народження
- 1 січня — 140 років від дня народження українського письменника, народного учителя Лева Лотоцького (1850—1926).
- 14 січня — 90 років від дня народження українського вченого в галузі ветеринарії, основоположника ветеринарної біохімії в Україні, педагога Степана Ґжицького (1900—1976).
- 28 січня — 90 років від дня народження німецького письменника, літературознавця Германа Кестена (1900—1996).
- 9 лютого — 110 років від дня народження українського вченого-історика, публіциста і громадського діяча Івана Джиджори (1880—1919).
- 21 лютого — 160 років від дня народження отця священика, педагога, папського прелата, проповідника Ісидора Дольницького (1830—1924).
- 25 лютого — 140 років від дня народження українського громадсько-політичного діяча, публіциста, письменника Володимира Барвінського (1850—1883).
- 5 березень — 140 років від дня народження українського громадсько-політичного діяча, адвоката, економіста, публіциста Євгена Олесницького (1860—1917).
- 9 березень — 120 років від дня народження українського мовознавця, педагога, перекладача, книговидавця Василя Сімовича (1880—1944).
- 4 квітня — 80 років від дня народження поета, перекладача і літературного критика Ярослава Кондри (1910—1944).
- 12 квітня — 100 років від дня народження українського поета, фольклориста Юхима Ваврового-Виливчука (1890—1970).
- 18 квітня — 70 років від дня народження українського краєзнавця, спелеолога, педагога, громадського діяча Володимира Радзієвського (1930).
- 19 квітня — 90 років від дня народження українського живописця, графіка Петра Обаля (1900—1987).
- травень — 170 років від дня народження українського громадського-політичного діяча, письменника і публіциста, фундатора і мецената багатьох українських товариств і організацій Степана Качали (1815—1888).
- 6 травня — 90 років від дня народження українського літератора, фольклориста, краєзнавця Юрія Горошка (1900—1980).
- 14 травня — 70 років від дня народження української політичної діячки, журналістки, співорганізаторки Червоного Хреста УПА Слави Стецько (1920—2003).
- 30 червня — 140 років від дня народження драматичної артистки Ольги Моленцької (1850—1893).
- 8 липня — 80 років від дня народження українського поета, перекладача, громадського діяча Кирила Куцюк-Кочинського (1910—1991).
- 3 вересня — 90 років від дня народження громадського діяча, педагога, кооператора Романа Бриковича (0000—0000).
- 8 вересня — 80 років від дня народження польського вченого в галузі славістики та літературознавства, редактора Мар'яна Якубця (1910—1998).
- 9 вересня — 90 років від дня народження фізика Олександра Смакули (1900—1983).
- 15 вересня — 50 років від дня народження українського поета Василя Ярмуша (1940—1976).
- 15 вересня — 100 років від дня народження українського художника Михайла Осінчука (1890—1969).
- 1 жовтня — 120 років від дня народження українського письменника та етнографа Володимира Герасимовича (1870—1940).
- 30 жовтня — 200 років від дня народження польського скрипаля, композитора Кароля Юзефа Ліпінського (1790—1861).
- 12 грудня — 100 років від дня народження польського логіка, філософа, математика, семантика Казімежа Айдукевича (1890—1963).

## Події

### Січень
- започатковано обласний огляд-конкурс виконавців зимового календарно-обрядового фольклору.[1]
- 22 січня — тисячі жителів Тернопільщини взяли участь у живому людському «Ланцюзі єднання» від Львова до Києва.[2]

### Квітень
- 29 квітня — офіційно відновлене село Антонівці (Шумський район).

## З'явилися

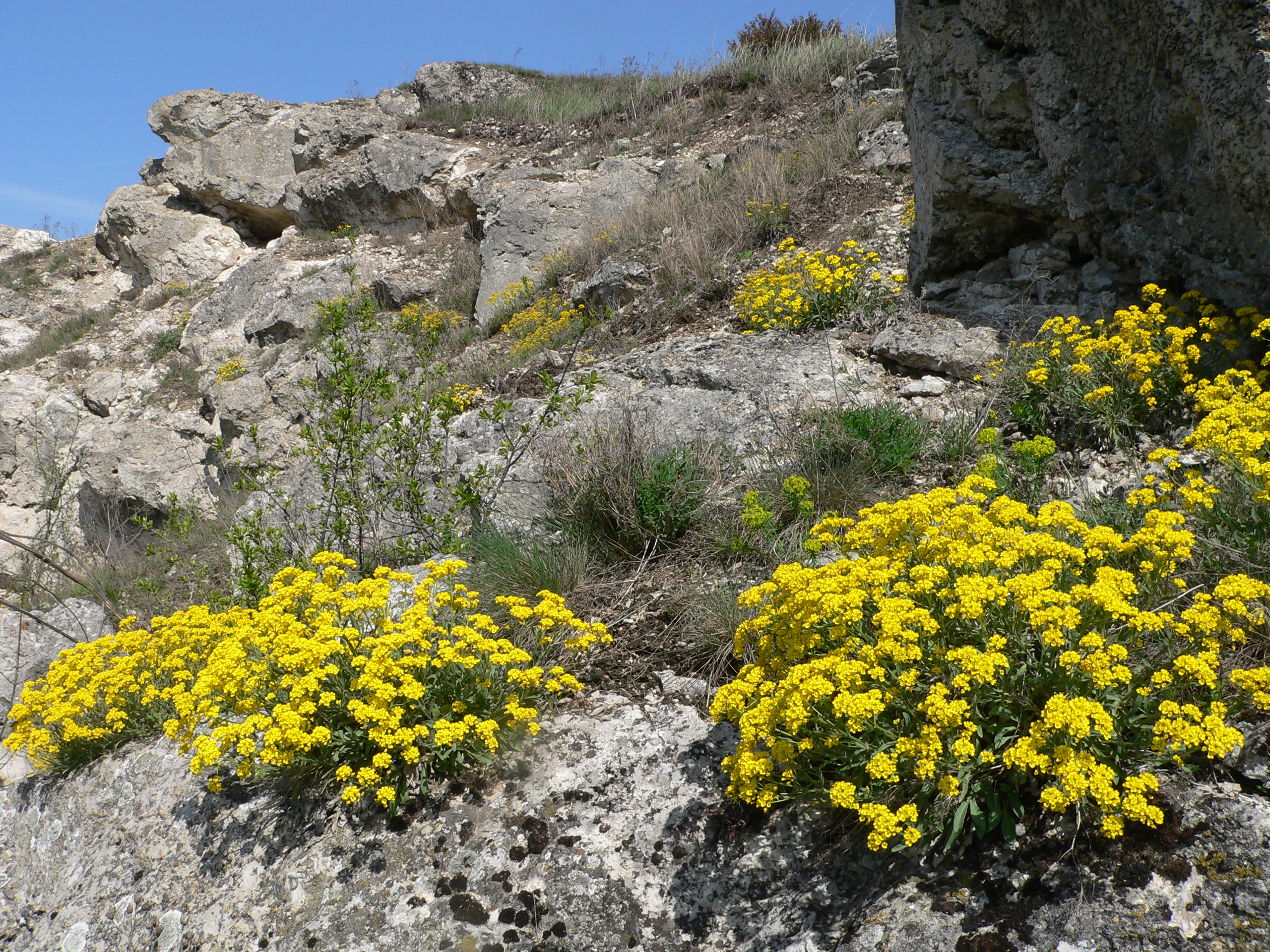
Природний заповідник «Медобори»

- засноване науково-пошукове об'єднання «Забуті могили» з метою розшуку, виявлення і відновлення забутих могил борців за волю України, насамперед ОУН і УПА.
- Василь Бабала заснував кооператив із виробництва чавунного литва «Іскра» в Бучачі[3]
- 26 жовтня — газета обласної ради «Відродження» (нині «Свобода»).

### Об'єкти природно-заповідного фонду
- 17 березня — Постановою Ради Міністрів України Ч. 37 Кременецький ботанічний сад оголошено об'єктом природно-заповідного фонду загальнодержавного значення.
- 8 лютого — постановою Ради Міністрів УРСР № 25 та рішенням виконкому Тернопільської обласної ради утворено природний заповідник «Медобори»
- 30 серпня та 29 листопада — рішенням виконавчого комітету Тернопільської обласної ради в № 191 і № 273 утворено Регіональний ландшафтний парк «Дністровський каньйон».
- 30 серпня — рішенням виконкому Тернопільської обласної ради № 189 утворено:
  - заповідне урочище
    - «Бобрів Гай» — на околиці села Брикові Шумського району;

  - загальнозоологічні заказники місцевого значення
    - «Кобилівський загальнозоологічний заказник» — у межах Кобильської сільради Збаразького району;
    - «Малоберезовицько-Іванчанський заказник» — на території Збаразького району;

  - гідрологічний заказник місцевого значення
    - «Малобережецький гідрологічний заказник» — на південній околиці села Малих Бережців Кременецького району;

  - ботанічні заказники місцевого значення
    - «Гора «Лисоня»» — в Бережанському районі;
    - «Горожанка» — поблизу села Горожанки Монастириського району;
    - «Кизилові гаї» — поблизу хутора Лози Божиківської сільради Бережанського району;
    - «Колодненський ботанічний заказник» — між селами Колодним і Болязубами Збаразького району;
    - «Кутянський луг» — поблизу села Андрушівки Шумського району;
    - «Малоурманський ботанічний заказник» — на околицях села Урмані в Бережанському районі;
    - «Могила» — поблизу села Гутиська Бережанського району;
    - «Тростянецький ботанічний заказник» № 1 та № 2 — в Бережанському районі;
    - «Урочище «Вивірки»» — поблизу села Завалова Підгаєцького району;
    - «Урочище Пожарниця» — поблизу села Чумалів Збаразького району;
    - «Урочище Сторожисько» — на західній околиці міста Бережан;

  - загальнозоологічну пам'ятку природи місцевого значення
    - «Резерват змій» — біля села Буданова Теребовлянського району;

  - геологічну пам'ятку природи місцевого значення
    - «Останці Подільських Товтр» — в селі Мшанці Зборівського району;

  - гідрологічні пам'ятки природи місцевого значення
    - «Долина джерел у Торках» — на захід від села Кривого Козівського району;
    - «Налужанське джерело» — в селі Налужжі Теребовлянського району;
    - «Панські джерела» — поблизу села Вільховця Бережанського району;
    - «Підволочиське джерело» — в смт Підволочиську;
    - «Скориківське болото» — біля північної околиці села Скорикова Підволочиського району;

  - ботанічні пам'ятки природи місцевого значення
    - «Великомлинівецька верба біла» — в селі Великих Млинівцях Кременецького району;
    - «Вікові дуби» — поблизу смт Скали-Подільської;
    - «Гусятинські вікові липи» — на південній околиці смт Гусятина;
    - «Деренівська ділянка» — на південно-східній околиці села Деренівки Теребовлянського району;
    - «Дуб «Золотопотіцький № 2»» — в смт Золотому Потоці Бучацького району;
    - «Дуб «Суразький»» — на околиці села Суража Шумського району;
    - «Завалівська бучина № 1» — на території Підгаєцького району;
    - «Завалівський платан» — в селі Завалові Підгаєцького району;
    - «Зеленчанська ділянка» — в селі Зеленчому Теребовлянського району;
    - «Куртина вікових дубів» — поблизу смт Гусятина;
    - «Монастирська ділянка» — біля села Жизномира Бучацького району;
    - «Папірнянська діброва» — поблизу села Папірні Теребовлянського району;
    - «Розсохський дуб» — поблизу села Пилипчого Борщівського району;
    - «Рудницька бучина» — села Шумлян Підгаєцького району;
    - «Стіжоцький сосняк» — біля села Стіжка Шумського району;
    - «Стіжоцькі чорниці» № 1 та № 2 — в Шумському районі;
    - «Теребовлянська бучина № 1» — поблизу села Струсова Теребовлянського району;
    - «Тернопільська діброва» — села Драганівка Тернопільського району;
    - «Чумацька ділянка» — біля Романового Села Збаразького району.

### Церкви і парафії
- церква святої Параскеви в Байківцях Тернопільського району;
- церква Воздвиження Чесного Хреста в Бобрівниках Монастириського району;

### Пам'ятники
- Михайлові Борисикевичу в Білобожниці Чортківського району;
- Меморіал козацької слави в Богданівці Кременецького району;

## Видання
- від вересня виходить щотижнева газета Бережанської районної ради і райдержадміністрації «Бережанське віче»[4]
- «Вісьта-вйо!» — збірник анекдотів Українських січових стрільців[5]
- Гусятинська районка «Прапор комунізму» змінила назву на «Вісник Надзбруччя»

## Особи

### Народилися
- 3 березня — український письменник Іван Байдак, нар. у Чорткові
- 28 квітня — український військовик, учасник російсько-української війни 2014—2017 років Михайло Григоришин, нар. у Панівцях на Борщівщині, пом. 2015, загинув біля Чорнухиного Попаснянського району на Луганщині
- 29 липня — український військовик, учасник російсько-української війни 2014—2017 років Володимир Магльона, нар. у Бодаках на Збаражчині, пом. 2015 від поранень у бою поблизу Зайцевого на Донеччині
- 15 листопада — український футболіст Ігор Пердута, нар. у Теребовлі
- 27 листопада — український футболіст Богдан Семенець

### Померли
- 25 травня — український лікар, громадський діяч у Нью-Йорку (США) Остап Баран, нар. 1908 в Раї на Бережанщині[6]
- 24 червня — український громадський діяч у США Павло Бзовицький, нар. 1923 у м. Зборові[7]
- 31 грудня — український педагог-просвітянин, письменник, есеїст, журналіст, громадський діяч, літературний критик і рецензент Іван Боднарук, нар. 1903 у Білявинцях Бучацького району